# Jawi-Jawi I
Jawi-Jawi I is een bestuurslaag in het regentschap Pariaman van de provincie West-Sumatra, Indonesië. Jawi-Jawi I telt 834 inwoners (volkstelling 2010).